# ماوروماتي (فويوتيا)
ماوروماتي (باليونانية: Μαυρομμάτιον) هي بلدة في فويوتيا في مقاطعة كينتريكي إلادا في اليونان.
يبلغ عَدَد سكانها حوالي 1839 نسمة.